# Campeonato Sudamericano 1942
El Campeonato Sudamericano de Selecciones 1942 fue la 17.ª edición del Campeonato Sudamericano de Selecciones, competición que posteriormente sería denominada como Copa América y que es el principal torneo internacional de fútbol por selecciones nacionales en América del Sur. Se desarrolló en Montevideo, Uruguay, entre el 10 de enero y el 7 de febrero de 1942.
La Confederación Sudamericana de Fútbol volvió a organizar la Copa América, mientras que la Guerra hacía estragos en Europa e impedía toda confrontación internacional.
Uruguay recibió en su célebre Estadio Centenario a la que por entonces fue la máxima cantidad de participantes: Argentina, Brasil, Paraguay, Perú, Chile, Ecuador y el equipo anfitrión.
El torneo consagró campeón a la selección uruguaya.

## Organización

### Sede
| Montevideo         |
| ------------------ |
| Estadio Centenario |
| Capacidad: 65 235  |
|                    |

Todos los partidos se disputaron en el Estadio Centenario, que albergó el torneo continental por primera vez.

### Árbitros
- José Bartolomé Macías
- José Ferreira Lemos
- Manuel Soto
- Marcos Gerinaldo Rojas
- Enrique Cuenca
- Aníbal Tejada

## Equipos participantes
Participaron siete de las nueve asociaciones afiliadas a la Confederación Sudamericana de Fútbol en esa época.
| Equipos participantes | Equipos participantes | Equipos participantes | Equipos participantes |
| --------------------- | --------------------- | --------------------- | --------------------- |
| Argentina             | Brasil                | Chile                 | Ecuador               |
| Paraguay              | Perú                  | Uruguay               |                       |

## Resultados

### Posiciones
| Selección | Pts. | PJ | PG | PE | PP | GF | GC | Dif. |
| --------- | ---- | -- | -- | -- | -- | -- | -- | ---- |
| Uruguay   | 12   | 6  | 6  | 0  | 0  | 21 | 2  | +19  |
| Argentina | 9    | 6  | 4  | 1  | 1  | 21 | 6  | +15  |
| Brasil    | 7    | 6  | 3  | 1  | 2  | 15 | 7  | +8   |
| Paraguay  | 6    | 6  | 2  | 2  | 2  | 11 | 10 | +1   |
| Perú      | 4    | 6  | 1  | 2  | 3  | 5  | 10 | –5   |
| Chile     | 4    | 6  | 1  | 2  | 3  | 4  | 15 | –11  |
| Ecuador   | 0    | 6  | 0  | 0  | 6  | 4  | 31 | –27  |

### Partidos
| 10 de enero de 1942 | Uruguay                                                                | 6:1 (4:1) | Chile        | Estadio Centenario, Montevideo                                                |                                                                               |
|                     | Castro 7', 76' · O. Varela 12' · Ciocca 15' · Zapirain 37' · Porta 54' |           | 1' Contreras | Asistencia: 40 000 espectadores Árbitro(s): José Bartolomé Macías (Argentina) | Asistencia: 40 000 espectadores Árbitro(s): José Bartolomé Macías (Argentina) |

| 11 de enero de 1942 | Argentina                                       | 4:3 (2:0) | Paraguay                      | Estadio Centenario, Montevideo                                           |                                                                          |
|                     | Sandoval 9' · Masantonio 30', 47' · Perucca 88' |           | 59' Sánchez · 75', 86' Aveiro | Asistencia: 20 000 espectadores Árbitro(s): José Ferreira Lemos (Brasil) | Asistencia: 20 000 espectadores Árbitro(s): José Ferreira Lemos (Brasil) |

| 14 de enero de 1942 | Brasil                                                | 6:1 (2:1) | Chile         | Estadio Centenario, Montevideo                                      |                                                                     |
|                     | Patesko 1', 68' · Pirillo 23', 63', 86' · Claudio 66' |           | 35' Domínguez | Asistencia: 10 000 espectadores Árbitro(s): Aníbal Tejada (Uruguay) | Asistencia: 10 000 espectadores Árbitro(s): Aníbal Tejada (Uruguay) |

| 17 de enero de 1942 | Argentina                  | 2:1 (2:1) | Brasil       | Estadio Centenario, Montevideo                                    |                                                                   |
|                     | García 3' · Masantonio 27' |           | 37' Servílio | Asistencia: 30 000 espectadores Árbitro(s): Enrique Cuenca (Perú) | Asistencia: 30 000 espectadores Árbitro(s): Enrique Cuenca (Perú) |

| 18 de enero de 1942 | Uruguay                                                               | 7:0 (7:0) | Ecuador | Estadio Centenario, Montevideo                                               |                                                                              |
|                     | Zapirain 1' · Gambetta 13' · S. Varela 16', 24', 29' · Porta 23', 42' |           |         | Asistencia: 45 000 espectadores Árbitro(s): Marcos Gerinalo Rojas (Paraguay) | Asistencia: 45 000 espectadores Árbitro(s): Marcos Gerinalo Rojas (Paraguay) |

| 18 de enero de 1942 | Paraguay    | 1:1 (1:1) | Perú          | Estadio Centenario, Montevideo                                                |                                                                               |
|                     | Barrios 35' |           | 1' Magallanes | Asistencia: 45 000 espectadores Árbitro(s): José Bartolomé Macías (Argentina) | Asistencia: 45 000 espectadores Árbitro(s): José Bartolomé Macías (Argentina) |

| 21 de enero de 1942 | Brasil          | 2:1 (1:0) | Perú          | Estadio Centenario, Montevideo                                                |                                                                               |
|                     | Amorim 43', 56' |           | 73' Fernández | Asistencia: 10 000 espectadores Árbitro(s): Marcos Gerinaldo Rojas (Paraguay) | Asistencia: 10 000 espectadores Árbitro(s): Marcos Gerinaldo Rojas (Paraguay) |

| 22 de enero de 1942 | Paraguay                       | 2:0 (1:0) | Chile | Estadio Centenario, Montevideo                                                |                                                                               |
|                     | Barrios 43' · Baudo Franco 56' |           |       | Asistencia: 25 000 espectadores Árbitro(s): Marcos Gerinaldo Rojas (Paraguay) | Asistencia: 25 000 espectadores Árbitro(s): Marcos Gerinaldo Rojas (Paraguay) |

| 22 de enero de 1942 | Argentina                                                                                                | 12:0 (6:0) | Ecuador | Estadio Centenario, Montevideo                                  |                                                                 |
| | García 2' · Moreno 12', 16', 22', 32', 89' · Pedernera 25' · Masantonio 54', 65', 68', 70' · Perucca 88' |            |         | Asistencia: 10 000 espectadores Árbitro(s): Manuel Soto (Chile) | Asistencia: 10 000 espectadores Árbitro(s): Manuel Soto (Chile) |
| Partido con más goles en la historia de la Copa América. Mayor goleada en la historia de la Copa América. Mejor resultado de Argentina. Peor resultado de Ecuador. | |            |         |                                                                 |                                                                 |

| 24 de enero de 1942 | Uruguay       | 1:0 (1:0) | Brasil | Estadio Centenario, Montevideo                                                |                                                                               |
|                     | S. Varela 32' |           |        | Asistencia: 55 000 espectadores Árbitro(s): Marcos Gerinaldo Rojas (Paraguay) | Asistencia: 55 000 espectadores Árbitro(s): Marcos Gerinaldo Rojas (Paraguay) |

| 25 de enero de 1942 | Paraguay                                   | 3:1 (1:0) | Ecuador     | Estadio Centenario, Montevideo                                  |                                                                 |
|                     | Baudo Franco 5' · Mingo 57' · Ibarrola 62' |           | 46' Jiménez | Asistencia: 12 000 espectadores Árbitro(s): Manuel Soto (Chile) | Asistencia: 12 000 espectadores Árbitro(s): Manuel Soto (Chile) |

| 25 de enero de 1942 | Argentina                     | 3:1 (1:1) | Perú          | Estadio Centenario, Montevideo                                      |                                                                     |
|                     | Heredia 12' · Moreno 17', 72' |           | 17' Fernández | Asistencia: 12 000 espectadores Árbitro(s): Aníbal Tejada (Uruguay) | Asistencia: 12 000 espectadores Árbitro(s): Aníbal Tejada (Uruguay) |

| 28 de enero de 1942 | Perú                      | 2:1 (1:0) | Ecuador     | Estadio Centenario, Montevideo                                      |                                                                     |
|                     | Quiñones 32' · Guzmán 78' |           | 52' Jiménez | Asistencia: 40 000 espectadores Árbitro(s): Aníbal Tejada (Uruguay) | Asistencia: 40 000 espectadores Árbitro(s): Aníbal Tejada (Uruguay) |

| 28 de enero de 1942 | Uruguay                               | 3:1 (2:0) | Paraguay    | Estadio Centenario, Montevideo                                    |                                                                   |
|                     | S. Varela 9' · Porta 26' · Ciocca 65' |           | 58' Barrios | Asistencia: 40 000 espectadores Árbitro(s): Enrique Cuenca (Perú) | Asistencia: 40 000 espectadores Árbitro(s): Enrique Cuenca (Perú) |

| 31 de enero de 1942 | Argentina | 0:0 | Chile | Estadio Centenario, Montevideo                                    |  |
| |           |     |       | Asistencia: 15 000 espectadores Árbitro(s): Enrique Cuenca (Perú) |  |
| Chile se retiró del campo a los 43 minutos de juego con el marcador 0 a 0 como protesta debido al arbitraje del peruano Enrique Cuenca. Luego de esperar un largo rato en la cancha, se le dieron los puntos a Argentina. Primer partido de la Copa América que se gana en mesa. |           |     |       |                                                                   |  |

| 31 de enero de 1942 | Brasil                                        | 5:1 (3:1) | Ecuador     | Estadio Centenario, Montevideo                                                |                                                                               |
|                     | Tim 10' · Pirillo 12', 29', 76' · Zizinho 60' |           | 19' Álvarez | Asistencia: 40 000 espectadores Árbitro(s): José Bartolomé Macías (Argentina) | Asistencia: 40 000 espectadores Árbitro(s): José Bartolomé Macías (Argentina) |

| 1 de febrero de 1942 | Uruguay                                | 3:0 (0:0) | Perú | Estadio Centenario, Montevideo                                                |                                                                               |
|                      | Chirimini 47' · Castro 54' · Porta 77' |           |      | Asistencia: 40 000 espectadores Árbitro(s): José Bartolomé Macías (Argentina) | Asistencia: 40 000 espectadores Árbitro(s): José Bartolomé Macías (Argentina) |

| 5 de febrero de 1942 | Chile                        | 2:1 (2:1) | Ecuador    | Estadio Centenario, Montevideo                                                |                                                                               |
|                      | Domínguez 20' · Casanova 42' |           | 5' Alcívar | Asistencia: 15 000 espectadores Árbitro(s): Marcos Gerinaldo Rojas (Paraguay) | Asistencia: 15 000 espectadores Árbitro(s): Marcos Gerinaldo Rojas (Paraguay) |

| 5 de febrero de 1942 | Brasil     | 1:1 (1:1) | Paraguay         | Estadio Centenario, Montevideo                                                |                                                                               |
|                      | Zizinho 5' |           | 23' Baudo Franco | Asistencia: 15 000 espectadores Árbitro(s): José Bartolomé Macías (Argentina) | Asistencia: 15 000 espectadores Árbitro(s): José Bartolomé Macías (Argentina) |

| 7 de febrero de 1942 | Perú | 0:0 | Chile | Estadio Centenario, Montevideo                                                |  |
|                      |      |     |       | Asistencia: 70 000 espectadores Árbitro(s): José Bartolomé Macías (Argentina) |  |

| 7 de febrero de 1942 | Uruguay      | 1:0 (0:0) | Argentina | Estadio Centenario, Montevideo                                                |                                                                               |
|                      | Zapirain 57' |           |           | Asistencia: 70 000 espectadores Árbitro(s): Marcos Gerinaldo Rojas (Paraguay) | Asistencia: 70 000 espectadores Árbitro(s): Marcos Gerinaldo Rojas (Paraguay) |

|                                         |
| Bandera de Uruguay                      |
| Campeón Uruguay 8.º título (6.º trofeo) |

### Goleadores
7 goles
- Herminio Masantonio
- José Manuel Moreno

6 goles
- Sylvio Pirillo

5 goles
- Roberto Porta
- Severino Varela

3 goles
- Marcial Barrios
- Fabio Baudo Franco
- Luis Castro
- Bibiano Zapirain

2 goles
- Enrique García
- Ángel Perucca
- Pedro Amorim
- Patesko
- Zizinho
- Alfonso Domínguez
- José María Giménez
- Ruben Aveiro
- Teodoro Fernández
- Anibal Ciocca

1 gol
- Juan Carlos Heredia
- Adolfo Pedernera
- Raimundo Sandoval
- Cláudio
- Servílio
- Tim
- Benito Armingol
- Armando Contreras
- Marino Alcívar
- Enrique Álvarez
- Gorgonio Ibarrola
- Eduardo Mingo
- Vicente Sánchez
- Luis Guzmán
- Leopoldo Quiñónez
- Adelfo Magallanes
- Oscar Chirimini
- Schubert Gambetta
- Obdulio Varela

### Mejor jugador del torneo
- Obdulio Varela.[4]